# سیارک ۷۸۱۲۵
سیارک ۷۸۱۲۵ (به انگلیسی: 78125 Salimbeni، نامگذاری:2002NU6) هفتاد و هشت هزار و صد و بیست و پنجمین سیارک کشف شده‌است که در ۱۱ ژوئیه ۲۰۰۲ کشف شد.